# Паунцхаузен
Паунцхаузен (њем. Paunzhausen) општина је у њемачкој савезној држави Баварска. Једно је од 24 општинска средишта округа Фрајзинг. Према процјени из 2010. у општини је живјело 1.546 становника. Посједује регионалну шифру (AGS) 9178150.

## Географски и демографски подаци
Паунцхаузен се налази у савезној држави Баварска у округу Фрајзинг. Општина се налази на надморској висини од 515 метара. Површина општине износи 12,7 km². У самом мјесту је, према процјени из 2010. године, живјело 1.546 становника. Просјечна густина становништва износи 121 становника/km².